# Heinrich Stuhlfauth
Heinrich Stuhlfauth (11. ledna 1896 Norimberk – 12. září 1966 Norimberk) byl německý fotbalista.
Hrál na postu brankáře za 1. FC Norimberk.

## Hráčská kariéra
Heinrich Stuhlfauth hrál na postu brankáře za 1. FC Norimberk.
Za Německo chytal 21 zápasů. Byl na OH 1928.

## Úspěchy
Norimberk
- Mistr Německa (5): 1920, 1921, 1924, 1925, 1927